# バンド・エイド (映画)
『バンド・エイド』（原題:Band Aid）は2017年に公開されたアメリカ合衆国のコメディ映画である。監督はゾーイ・リスター＝ジョーンズ、主演はリスター＝ジョーンズとアダム・パリーが務めた。リスター＝ジョーンズにとって、本作が映画監督デビュー作となった。なお、本作は日本国内で劇場公開されなかったが、2018年5月2日にDVDが発売された。

## あらすじ
アナとベンの夫婦は頻繁に口論をしていた。2人は仕事面で行き詰まっており、それが夫婦関係の悪化に拍車をかけていた。そんなある日、2人は自分たちの喧嘩を題材にして曲を作り、それをバンドで演奏すれば良いというアイデアを思いついた。その場しのぎのアイデアでしかないように思われたが、2人には他にとるべき選択肢はなかった。期せずして、このバンド活動が2人の関係の修復に一役買うことになった。

## キャスト
- ゾーイ・リスター＝ジョーンズ - アナ
- アダム・パリー - ベン
- フレッド・アーミセン - デイヴ
- シャーリー・エスマン - シャーリー
- ハンナ・シモーヌ - グレース
- レッタ - キャロル
- ラヴィ・パテル - ボビー
- ブルックリン・デッカー - キャンディス
- クリス・デリア - やかましい男
- エリン・ヘイズ - クリスタル・ヴィシソワーズ
- ジェシー・ウィリアムズ - スカイラー
- コリン・ハンクス - 鼻持ちならない男
- ジェイミー・チャン - カサンドラ・ディアブラ
- ネルソン・フランクリン - ネッド
- アンジェリーク・カブラル - ローレン
- マハンドラ・デルフィノ - マリア
- ジリアン・ジンサー - シーナ

## 製作
2016年7月19日、女優のゾーイ・リスター＝ジョーンズが映画監督デビューを果たすとの報道があった。本作の主要撮影は同月中に始まったが、撮影クルーには女性だけが起用された。2017年1月15日、ルシウスが本作で使用される楽曲を手掛けることになったと報じられた。

## 公開・マーケティング
2017年1月20日、本作の劇中映像が初めて公開された。24日、本作はサンダンス映画祭でプレミア上映された。2月3日、IFCフィルムズが本作の全米配給権を獲得したと報じられた。5月12日、本作のオフィシャル・トレイラーが公開された。

## 評価
本作は批評家から好意的に評価されている。映画批評集積サイトのRotten Tomatoesには64件のレビューがあり、批評家支持率は86%、平均点は10点満点で7.21点となっている。サイト側による批評家の見解の要約は「『バンド・エイド』は人間関係の行き詰まりを題材にしたストーリーを手堅く展開しており、魅力的なものに仕上げている。ゾーイ・リスター＝ジョーンズは主演・監督・脚本の三役を務めており、それには一見の価値がある。」となっている。また、Metacriticには21件のレビューがあり、加重平均値は67/100となっている。